# 松窪真心
松窪 真心（まつくぼ まなか、2004年7月28日 - ）は、鹿児島県鹿児島市出身の女子サッカー選手。アメリカNWSLのノースカロライナ・カレッジ所属。サッカー日本女子代表。ポジションはフォワード、ミッドフィールダー。JFAアカデミー福島12期生。

## 来歴

### ユース
JFAアカデミー福島所属時の2020、2021年のリーグ戦は全試合に出場しMVPと得点王に輝き、最終年にはキャプテンも務めた。皇后杯では2021年に愛媛FCレディース、2022年には横浜FCシーガルズ等、なでしこリーグ1部のチームに得点を挙げた。

### シニア
マイナビ仙台レディース
2022年9月、JFAアカデミー福島の卒校を前にマイナビ仙台レディースに入団が決定。先発3試合目となる日テレ・東京ヴェルディベレーザ戦にてWEリーグ初ゴールを挙げ、同年のWEリーグアウォーズにて優秀選手賞を受賞。
ノースカロライナ・カレッジ
2023年7月27日、アメリカNWSLに所属するノースカロライナ・カレッジへの買取オプション付き期限付き移籍（2024年6月30日まで）が発表された。同年9月10日、2023 NWSLチャレンジカップ決勝戦で、決勝先発選手の歴代最年少記録(19歳と6週間)と最年少得点記録となる移籍後初得点を決めチームの優勝に貢献、この試合のMVPを獲得した。
2024年6月28日、ノースカロライナ・カレッジへの完全移籍（契約は2025年のシーズン終了まで）が発表された。
2025年1月10日、ノースカロライナとの契約を2026シーズン終了まで延長した。

### 代表
各年代別の日本代表に招集経験があり、2022 FIFA U-20女子ワールドカップでは5試合に出場して1得点。
2023年7月のFIFA女子ワールドカップ・オーストラリア&ニュージーランド大会では登録メンバーには選出されなかったが、トレーニングパートナーとして国内合宿に帯同した。
2024年2月にウズベキスタンで行われたAFC U20女子アジアカップ2024の代表に選ばれ、同年9月コロンビア開催の2024 FIFA U-20女子ワールドカップ代表にも選出された。準決勝のオランダ戦で2得点するなど5得点・1アシストの活躍で準優勝に貢献しシルバーブーツを受賞。
同年10月26日に国立競技場で行われる韓国戦（MIZUHO BLUE DREAM MATCH 2024）の日本代表に初選出された。
2025年2月20日にニルス・ニールセン監督初戦となるシービリーブズカップ開幕戦のオーストラリア戦で後半26分から途中出場でなでしこジャパンデビューを果たした。

## 個人成績

### クラブ
| クラブ                     | シーズン       | リーグ         | 背番号 | リーグ戦 | リーグ戦 | カップ戦 | カップ戦 | リーグ杯 | リーグ杯 | その他 | その他 | 合計 | 合計 |
| クラブ                     | シーズン       | リーグ         | 背番号 | 出場     | 得点     | 出場     | 得点     | 出場     | 得点     | 出場   | 得点   | 出場 | 得点 |
| -------------------------- | -------------- | -------------- | ------ | -------- | -------- | -------- | -------- | -------- | -------- | ------ | ------ | ---- | ---- |
| JFAアカデミー福島          | 2019           | チャレンジ     | 22     | 10       | 3        | 1        | 0        | —        | —        | —      | —      | 11   | 3    |
| JFAアカデミー福島          | 2020           | チャレンジ     | 14     | 12       | 9        | 1        | 0        | —        | —        | —      | —      | 13   | 9    |
| JFAアカデミー福島          | 2021           | なでしこ2部    | 9      | 14       | 13       | 2        | 2        | —        | —        | —      | —      | 16   | 15   |
| JFAアカデミー福島          | 2022           | なでしこ2部    | 10     | 10       | 5        | 1        | 1        | —        | —        | —      | —      | 11   | 6    |
| JFAアカデミー福島          | 通算           | 通算           | 通算   | 46       | 30       | 5        | 3        | 0        | 0        | 0      | 0      | 51   | 33   |
| マイナビ仙台レディース     | 2022-23        | WE             | 14     | 12       | 4        | 0        | 0        | 0        | 0        | —      | —      | 12   | 4    |
| ノースカロライナ・カレッジ | 2023           | NWSL           | 34     | 7        | 1        | —        | —        | 2        | 1        | —      | —      | 9    | 2    |
| ノースカロライナ・カレッジ | 2024           | NWSL           | 34     | 18       | 2        | —        | —        | —        | —        | 3      | 1      | 21   | 3    |
| ノースカロライナ・カレッジ | 2025           | NWSL           | 34     |          |          | —        | —        | —        | —        |        |        |      |      |
| ノースカロライナ・カレッジ | 通算           | 通算           | 通算   | 25       | 3        | 0        | 0        | 2        | 1        | 3      | 1      | 30   | 5    |
| 通算                       | 日本           | 日本           | 1部    | 12       | 4        | 0        | 0        | 0        | 0        | 3      | 1      | 15   | 5    |
| 通算                       | 日本           | 日本           | 3部    | 46       | 30       | 5        | 3        | 0        | 0        | 0      | 0      | 51   | 33   |
| 通算                       | アメリカ合衆国 | アメリカ合衆国 | 1部    | 25       | 3        | 0        | 0        | 2        | 1        | 3      | 1      | 30   | 5    |
| 総通算                     | 総通算         | 総通算         | 総通算 | 83       | 37       | 5        | 3        | 2        | 1        | 3      | 1      | 93   | 42   |

1. 1 2  2024 NWSLxリーガMXフェメニル・サマーカップ（英語版）の成績

- 日本女子サッカーリーグ
  - 初出場 - 2019年4月14日 チャレンジリーグ EAST 第1節 ノルディーア北海道戦 (時之栖スポーツセンター裾野グラウンド)[22]
  - 初得点 - 2019年5月12日 チャレンジリーグ EAST 第5節 新潟医療福祉大学女子サッカー部戦 (新発田市五十公野公園陸上競技場)[22]

- WEリーグ
  - 初出場 - 2023年3月5日 第9節 INAC神戸レオネッサ戦 (ユアテックスタジアム仙台)[23]
  - 初得点 - 2023年3月26日 第12節 日テレ・東京ヴェルディベレーザ戦 (ユアテックスタジアム仙台)[23]

- ナショナル・ウィメンズ・サッカーリーグ
  - 初出場 - 2023年8月28日 第17節 シカゴ・レッドスターズ戦 (ファースト・ホライゾン・スタジアム（英語版）)[24]
  - 初得点 - 2023年9月18日 第19節 オーランド・プライド戦 (インター&コ・スタジアム)[24]

### 代表
- 2025年2月20日 - 日本女子代表初出場 -   オーストラリア戦 (2025 シービリーブスカップ)

#### 主な招集歴
- U-17日本女子代表
  - 2019年 - U-16日本女子代表 欧州遠征【第4回デッレナツィオーニトーナメント】(4/23-5/8)[25](→怪我のため不参加[26]）
  - 2019年 - U-15日本女子選抜トレーニングキャンプ (9/26-29、J-GREEN堺)[27]
  - 2019年 - U-16日本女子代表候補 国内トレーニングキャンプ (11/18-21、岡山) [28]*不参加
  - 2020年 - U-17日本女子代表候補 国内トレーニングキャンプ (2/10-2/13、Jヴィレッジ)[29]
  - 2020年 - U-17日本女子代表候補トレーニングキャンプ (8/30-9/4、Jヴィレッジ)[30]
- U-20日本女子代表
  - 2022年 - 2022 FIFA U-20女子ワールドカップ
  - 2023年 - U-19日本女子代表候補 国内トレーニングキャンプ (3/6-3/9、JFA夢フィールド)[31]
  - 2023年 - U-19日本女子代表候補トレーニングキャンプ (7/17-7/21、福島、千葉)[32]
  - 2024年 - AFC U20女子アジアカップ2024[33]
  - 2024年 - 2024 FIFA U-20女子ワールドカップ[34]
- 日本女子代表（なでしこジャパン）
  - 2023年 - トレーニングパートナー (6/27-7/6、JFA夢フィールド)[35]
  - 2024年 - MIZUHO BLUE DREAM MATCH 2024
  - 2025年 - 2025 シービリーブスカップ

#### 試合数
| 日本代表 | 国際Aマッチ | 国際Aマッチ |
| 年       | 出場        | 得点        |
| -------- | ----------- | ----------- |
| 2024     | 0           | 0           |
| 2025     | 7           | 0           |
| 通算     | 7           | 0           |

2025年6月27日現在

#### 出場試合
| 出場試合一覧 | 出場試合一覧  | 出場試合一覧 | 出場試合一覧                               | 出場試合一覧   | 出場試合一覧 | 出場試合一覧       | 出場試合一覧              | 出場試合一覧 |
| #            | 開催日        | 開催都市     | スタジアム                                 | 対戦国         | 結果         | 監督               | 大会                      | 出典         |
| ------------ | ------------- | ------------ | ------------------------------------------ | -------------- | ------------ | ------------------ | ------------------------- | ------------ |
| 1.           | 2025年2月20日 | ヒューストン | シェル・エナジー・スタジアム               | オーストラリア | ○ 4-0        | ニルス・ニールセン | 2025 シービリーブスカップ | [ 36 ]       |
| 2.           | 2025年2月23日 | グレンデール | ステートファーム・スタジアム               | コロンビア     | ○ 4-1        | ニルス・ニールセン | 2025 シービリーブスカップ | [ 37 ]       |
| 3.           | 2025年2月27日 | サンディエゴ | スナップドラゴン・スタジアム               | アメリカ合衆国 | ○ 2-1        | ニルス・ニールセン | 2025 シービリーブスカップ | [ 38 ]       |
| 4.           | 2025年4月6日  | 大阪         | ヨドコウ桜スタジアム                       | コロンビア     | △ 1-1        | ニルス・ニールセン | 国際親善試合              | [ 39 ]       |
| 5.           | 2025年5月31日 | サンパウロ   | ネオ・キミカ・アレーナ                     | ブラジル       | ● 1-3        | ニルス・ニールセン | 国際親善試合              | [ 40 ]       |
| 6.           | 2025年6月3日  | サンパウロ   | エスタディオ・シセロ・デ・ソウザ・マルケス | ブラジル       | ● 1-2        | ニルス・ニールセン | 国際親善試合              | [ 41 ]       |
| 7.           | 2025年6月27日 | マドリード   | エスタディオ・ムニシパル・デ・ブタルケ     | スペイン       | ● 1-3        |                    | 国際親善試合              | [ 42 ]       |

## タイトル

### クラブ
- JFAアカデミー福島
  - JFA U-18女子サッカーファイナルズ: 1回 (2022)
  - 日本クラブユース女子サッカー大会: 2回 (2020、2021)
  - チャレンジリーグ: 1回 (2020)
  - なでしこリーグ2部: 優勝 (2021)、準優勝 (2022)
- ノースカロライナ・カレッジ
  - NWSLチャレンジカップ: 1回 (2023)

### 代表
- U-20日本女子代表
  - FIFA U-20女子ワールドカップ: 準優勝 (2022、2024)
- 日本女子代表（なでしこジャパン）
  - シービリーブスカップ: 1回 (2025)

### 個人
- 日本クラブユース女子サッカー大会
  - 得点王: 1回 (2020)
- チャレンジリーグ
  - MVP: 1回 (2020)
  - 得点王: 1回 (2020)
- なでしこリーグ2部
  - MVP: 1回 (2021)
  - 得点王: 1回 (2021)
- WEリーグ
  - 優秀選手賞: 1回 (2022-23)
- FIFA U-20女子ワールドカップ
  - シルバーブーツ: 1回 (2024)